# Maria Anna Mozart
Maria Anna Walburga Ignatia Mozart (n. 30 iulie 1751, Salzburg, Sfântul Imperiu Roman – d. 29 octombrie 1829, Salzburg, Imperiul Austriac), numită Marianne și poreclită „Nannerl”, a fost un muzician, sora mai mare a lui Wolfgang Amadeus Mozart și fiica lui Leopold și Maria Anna Mozart.

## Copilăria
Maria Anna (Marianne) Mozart s-a născut în Salzburg. Atunci când ea a fost de șapte ani, tatăl ei Leopold Mozart a început să o învețe să cânte la clavecin. Leopold a luat-o pe ea și pe Wolfgang în turul a mai multor orașe, cum ar fi Viena și Paris, pentru a prezenta talentele lor. Încă din primele zile s-a remarcat ca un excelent clavecinist și fortepianist.
Cu toate acestea, avându-i în vedere părinții, cunoscuți în societate în acel timp, a devenit imposibil pentru ea să-și continue cariera mai departe. Potrivit New Grove, "din 1769 încoace nu i s-a mai permis să-și arate talentul artistic în călătoriile cu fratele ei, ajungând astfel la vârsta căsătoriei."
Există dovezi că Marianne a scris compoziții muzicale, cum sunt scrisorile de la Wolfgang lăudându-i munca, dar voluminoasa corespondență a tatălui ei nu menționează nici un fel de compoziții ale ei, și niciuna nu a supraviețuit.

## Căsătorie și copii

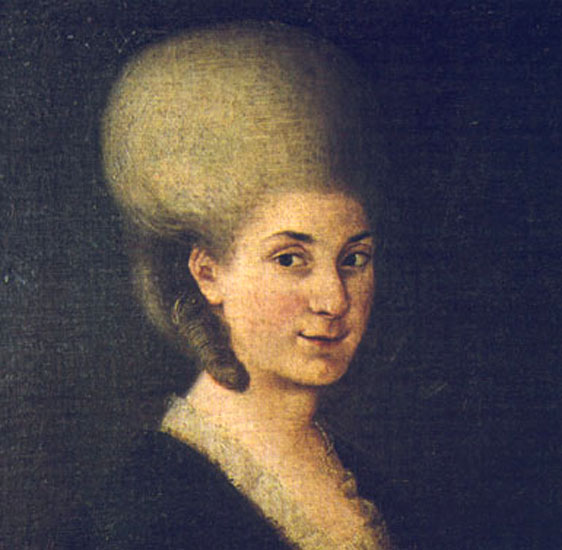
Portret de Maria Anna Mozart, c. 1785

În contrast cu fratele ei, care s-a certat cu tatăl lor și în cele din urmă nu a ascultat dorințele sale cu privire la carieră și alegerea unei soții, Marianne a rămas în întregime subordonată tatălui ei. Ea s-a îndrăgostit de Franz d'Ippold, care a fost căpitan și profesor particular, dar a fost forțată de tatăl ei să refuze propunerea lui. Wolfgang a încercat, în zadar, să o convingă pe Marianne să-și urmeze preferința.
În cele din urmă, Marianne s-a căsătorit cu un magistrat, Johann Baptist Franz von Berchtold zu Sonnenburg (23 august 1783), și s-a stabilit cu el în St. Gilgen, un sat din Austria, la aproximativ 29 km la est de casa familiei Mozart din Salzburg. Berchtold a fost de două ori văduv și a avut cinci copii din două căsătorii anterioare, pe care Marianne i-a ajutat să crească. Ea a purtat, de asemenea, trei copii: Leopold Alois Pantaleon (1785-1840), Jeanette (1789-1805) și Maria Babette (1790-1791).

## Relația cu Wolfgang

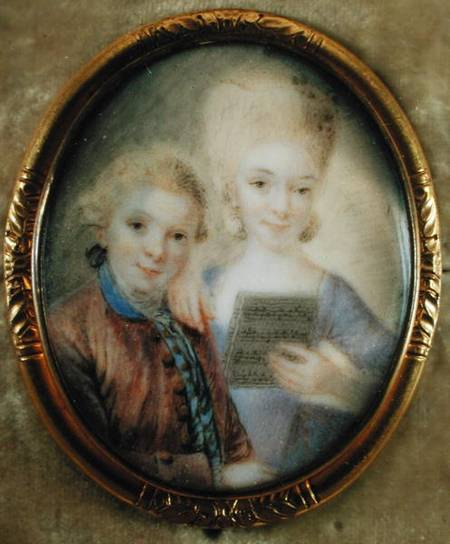
Wolfgang și Nannerl Mozart, c. 1763, de Eusebiu Johann Alphen (1741-1772)

Când Mozart a fost un copil, Nannerl (patru ani și jumătate mai în vârstă) a fost idolul său. Potrivit Maynard Solomon, "la trei ani, Mozart a fost inspirat să studieze muzica cu respectarea învățăturii tatălui său, de Marianne; el a vrut să fie ca ea." Cei doi copii au fost foarte apropiați, și-au inventat un limbaj secret.
Wolfgang a scris o serie de lucrări pentru Marianne ca să le interpreteze, inclusiv Preludiu și Fuga în do, K. 394 (1782). Până în 1785, el i-a trimis copii ale concertelor pentru pian (până la Nr. 21) în St. Gilgen.

## Ani mai târziu

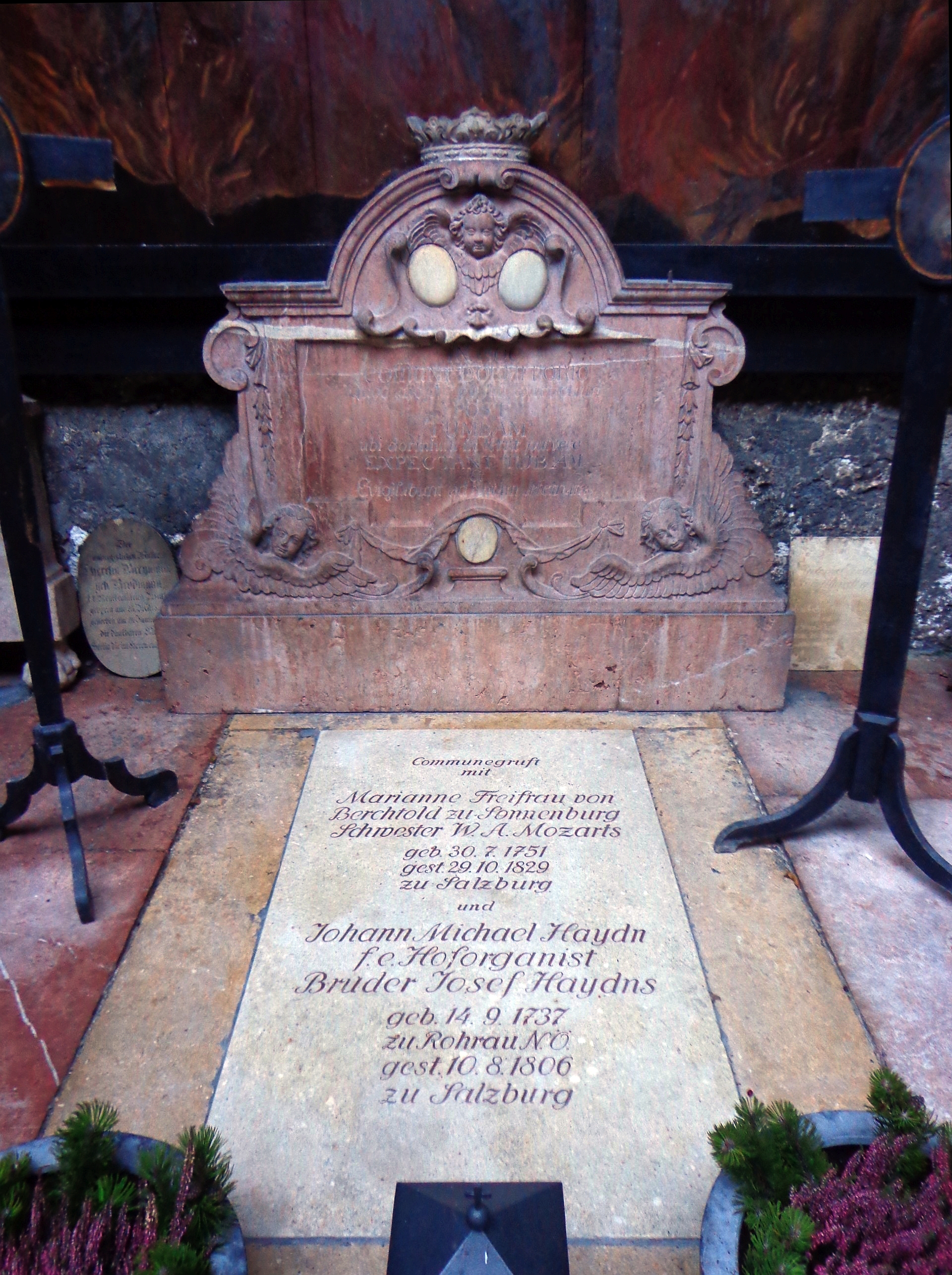
Cripta 54 (St Peter Cimitir, Salzburg): cavou comun în care sora lui Mozart, Maria Anna și Michael Haydn sunt îngropați

Soțul Mariannei a murit în 1801. S-a întors la Salzburg, însoțită de cei doi copii și patru copii vitregi, și a lucrat ca profesor de muzică.
Marianne a murit pe 29 octombrie 1829, la 78 de ani, și a fost îngropată în cimitirul Sf Petru, Salzburg.